# Топгельм
Топгельм, топфхелм (від нім. Topfhelm — «горщикоподібний шолом») — закритий конусоподібний шолом європейського типу, що виник наприкінці ХІІ століття, в розпал Хрестових походів. Характерними рисами шолома є: великий внутрішній простір, вузькі оглядові щілини, пласке склепіння (за винятком деяких підвидів), дві пластини у формі хреста на лицевій частині, що скріплюють пластини шолома.

## Передумови виникнення
До кінця ХІІ століття по всій Західній Європі воїни переважно для захисту голови використовували  нормандський тип шолома з носовою пластиною, кольчужний каптур або комбінували їх.
Поруч з ними з'являлися нові види зброї та удосконалювалися існуючі. Значні зміни торкнулися і тактики ведення бою. Наприклад: замість того, щоб тримати в руці чи кидати у ворога спис, вершник затискав його під пахвою. Завдяки цьому при зіткненні перших рядів війська в нього було більше шансів втримати цей спис і використати його в ближньому бою. Також хрестоносцям потрібен був захист від сокир, булав та арбалетів мусульман. Всі ці фактори спонукали до цілого комплексу інновацій у військовій справі того часу.
Наприкінці XII століття з'явилися перші зразки горщикоподібного шолома, особливістю якого була лицева пластинка у вигляді маски з невеликими щілинами для очей та прорізами для покращення вентиляції. Розробка була краща за попередній тип шолома і в результаті експериментів топхельм набув звичного для сучасних реконструкторів вигляду.

## Зовнішній вигляд

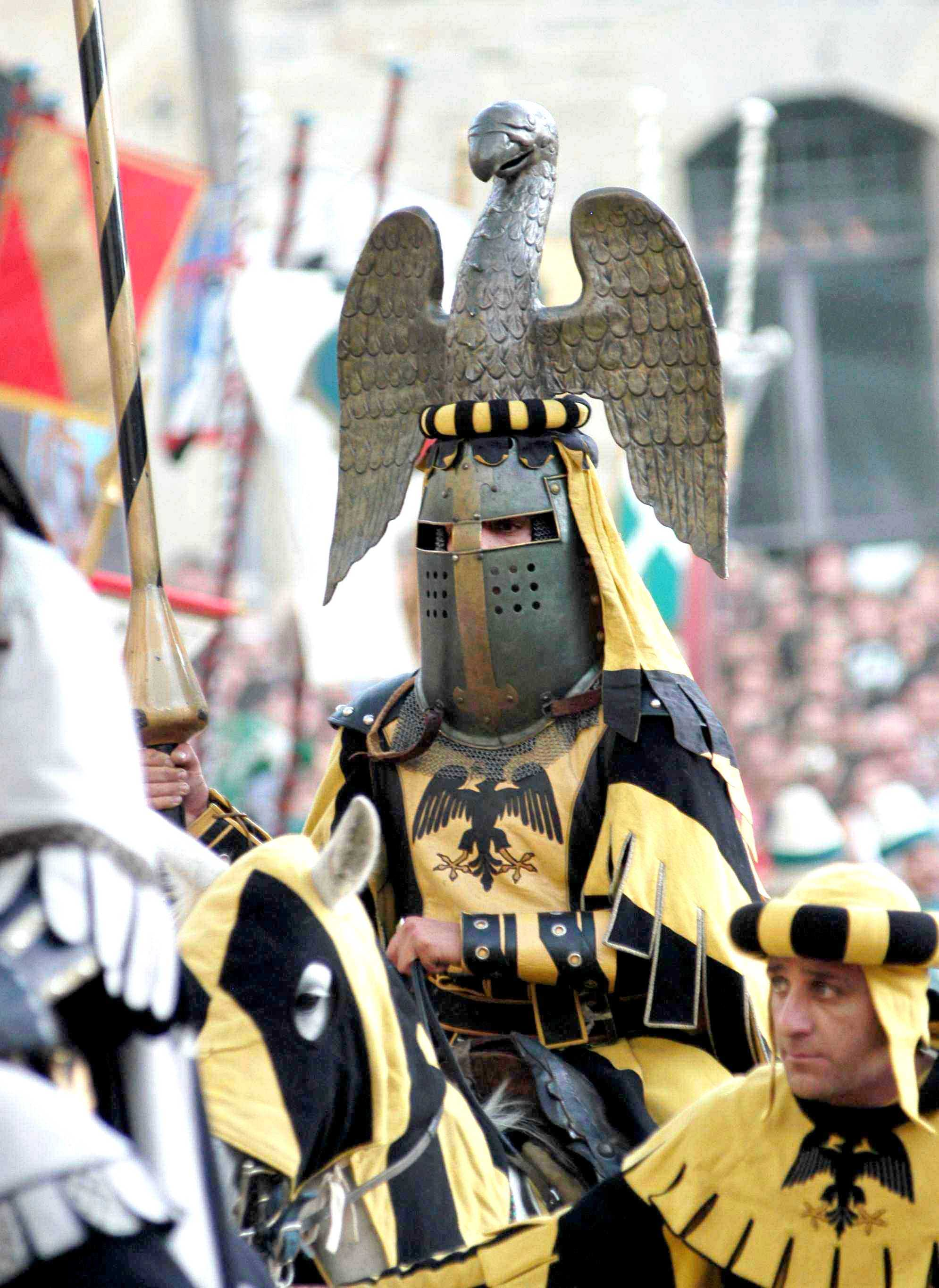
Лицар в топхельмі з нашоломною фігурою та наметом

Топгельм мав форму циліндра або обрізаного конуса і, як правило, складався з п'яти пластин: двох потиличних, двох лицевих (між якими знаходилися щілини для очей) і однієї пластини, яка закривала верхівку та могла бути опуклою. Для надійності місця з′єднань пластин укріплювали металевими смугами. На лицевій частині дві смуги утворювали хрест, а вертикальна смуга проходила по центру щілини для очей та розділяла її. Для додаткового захисту до нижніх ребер шолому прикріплювали бармицю. Для стійкості шолом кріпився підборідним ременем. Для вентиляції на правій нижній лицевій частині пробивалися отвори, сукупність яких могла створювати символ. Майстри не робили вентиляційних отворів на лівій, більш уразливій для удару списом ділянці. Нерідко на нижній лицевій пластині створювали додаткові отвори для ланцюга, який кріпився до обладунку, що дозволяло краще транспортувати шолом. Довжина ланцюга дозволяла топгельму зсуватись на плечі, що суттєво пом'якшувало удар зверху. Для більшого комфорту топфхельм надягався на підшоломник зі шкіри чи сукна. З метою захисту від сонця до шолома кріпився намет — шматок тканини, що було зручно для хрестоносців, які вели бойові дії в спекотній пустелі.
Прикрашався горщикуватий шолом візерунками, позолотою чи малюнками. Смуги у вигляді хреста могли бути з іншого металу, що вирізняло його. На склепінні розташовувалися різноманітні фігури у формі людей, тварин тощо.

## Виготовлення
Процес виготовлення топгельма був трудомістким і потребував значної майстерності коваля. В результаті кінцевий продукт був дуже дорогим на той час. Пластини виготовлялися шляхом виковування молотом заготовок, та оброблялися ножицями. Отвори створювали загостреним стрижнем.
Варто відзначити також низьку, у порівнянні з сучасною, якість заліза. Тому для оптимального захисту від ударів товщина пластин була 2-4 мм, причім в ділянці склепіння метал був товстішим. Для обробки пластин використовували технології «гарячого» та «холодного» кування. «Холодному» куванню піддавалися пластини товщиною не більше 2 мм.
Для скріплення пластин використовували заклепки. Причому заклепувалися вони, переважно, ззовні (окрім склепіння), що дозволяло спису зісковзувати при прямому ударі в голову.
На кінцевому етапі виготовлення відбувалося шліфування грубих елементів, а саме ребер та поверхні. Завершувалася робота поліруванням поверхні, кріпленням ременів, підшоломника і прикрасою шолома. Для уповільнення процесу іржавіння метал покривали сумішшю тваринного жиру та попелу.

## Вади
1. Вага шолому була досить високою (2-5 кг). Тому лицар надягав його безпосередньо перед боєм.
2. Погана вентиляція. Воїн, закутий в такий «мішок», міг легко втратити свідомість в умовах тяжкого фізичного навантаження та підвищеної температури повітря, що особливо гостро відчували хрестоносці, які воювали в пустелях Близького Сходу.
3. Вузькі оглядові щілини суттєво обмежували поле зору.
4. Звукоізоляція. Вершник погано чув звуки, що його оточували. І навпаки, від сильного удару ворога по топхельму, звук суттєво підсилювався і воїн глохнув.
5. Шолом закривав обличчя вершника. Тому обладунок обвішували і розмальовували гербами лицаря, що в умовах бою було дуже важливим.

## Підвиди топхельма
- Кубельгельм (нім. Kubelhelm) — «верхній шолом» або «бочкуватий шолом», надягали на ранні бацинети чи інші шоломи. Відрізнявся від горшкового розширеним склепінням.
- Шугалофгельм (англ. sugarloafhelm) — «цукрова голова», відрізнявся від топфхельма конусоподібним склепінням.
- Штехгельм (нім. Stechhelm) відрізнявся від горщикоподібного шолома більшою висотою, що дозволяло йому повністю лягати на плечі вершника і забезпечувати кращий захист шиї та горла. Разом з тим унеможливлював повороти голови.

## Археологічні знахідки
У наш час відомо 16 топхельмів, які збереглися.
1. Шолом із Даргена. Археологічна знахідка, датована проміжком 1250—1280 рр. Це найстаріший екземпляр з хрестоподібною накладкою спереду[2], подібний тип багато разів змальований на мініатюрах. Зберігається в Німецькому історичному музеї в Берліні.
2. Шолом з Мадельна (нім. Madeln) тип I. Археологічна знахідка, датована приблизно 1300 р. Цей шолом використовували на турнірі. На його лівій стороні відбиток корончастого наконечника. Лицьова сторона має сліди багаторазових ударів. Зберігається в Швейцарському національному музеї в Цюриху.
3. Археологічна знахідка з території замку Аранес[sv] (швед. Aranäs) (Готланд). Датується початком XIV століття. Зберігається в Шведському музеї історії в Стокгольмі.
4. Археологічна знахідка з Больцано (Південний Тіроль). Датується початком XIV ст. (можливо старший). Дуже короткий шолом, можливо, обрізаний знизу, ймовірно, також в давнину. Зберігається в Замку Сант-Анджело в Римі.
5. Шолом з Мадельна (нім. Madeln) тип II. Дуже коштовна археологічна знахідка, яка датується серединою XIV ст. Унікальні хрестоподібні дихальні отвори і оглядові щілини, що розширюються до носа. Зберігається в Музеї кантону (нім. Kantonmuseum Baselland) Базель-Ланда в Лісталі.
6. Археологічна знахідка з Кюснахт-ам-Рігі. Датована серединою XIV ст. Також дуже коштовний шолом, знайдений разом з фрагментами збруйних пластин. Сильно відреставрований. Знаходиться в Швейцарському національному музеї в Цюриху.
7. Археологічна знахідка із замку Танненберг. Датується другою половиною XIV ст. Реконструйована з 9 знайдених окремих деталей та з допомогою синтетичної смоли.  Реконструкція не зовсім відповідає початковому стану.  Зберігається в Гессенському державному музеї (нім. Hessisches Landmuseum) в Дармштадті.
8. Поховальний шолом родини Рітер фон Корнбург[de] з Церкви Всіх Святих[de] (Кляйншварценлое[de]). Датований кінцем XIV ст. У цьому шоломі зустрічають відразу декілька незвичних особливостей: поперек оглядової щілини наклепані три вертикальні пластини; шолом був чорнений (поверх первинного покриття пізніше нанесене ще одне) і оздоблений латунним візерунком; як додатковий захист — кольчужна підвіска, приклепана до шолому. Знаходиться в Німецькому національному музеї в Нюрнберзі[3].
9. Шолом і нашоломна фігура Принца Уельського. Шолом з «похоронних дарів», друга половина XIV ст. Зберігається в Кентерберійському соборі[4]. За формою майже ідентичний з наступним, можна сказати, що ці шоломи відносяться до англійського стилю виконання. Можливо, вироблений Лондонською «Компанією виробників шоломів» (англ. Company of Heaumers)[5].
10. Шолом невідомого походження — міг належати Серу Джону Чандосу (англ. Sir John Chandos). Ймовірно, шолом з «похоронних дарів», друга половина XIV ст. Можливо, вироблений Лондонською «Компанією виробників шоломів» (англ. Company of Heaumers). Колись знаходився в колекції Петера Дейла, тепер в Королівській збройовій палаті, Військова галерея (англ. War Gallery) в Лідсі[5].
11. Шолом Річарда Пембріджа. Шолом з «похоронних дарів», друга половина XIV ст. Можливо, вироблений Лондонською «Компанією виробників шоломів» (англ. Company of Heaumers)[5]. Раніше був встановлений над могилою сера Річарда в Херефордському соборі. Зараз експонується в Національному музеї Шотландії (англ. National Museum of Scotland) в Единбурзі[6].
12. Шолом з Трауна біля Лінца. Річкова знахідка; середина XIV ст. Експонат Державного музею Верхньої Австрії (нім. Oberösterreichische Landesmuseum)[7].
13. Шолом роду Пранкхів зі Штирії. Шолом з «похоронних дарів», друга половина XIV ст. Зберігається в Музеї історії мистецтв, Відень. Додаткове посилення вказує, що шолом використовувався як турнірний. Оригінальна нашоломна фігура у формі буйволиних рогів[8] так само добре збереглася.
14. Археологічна знахідка з Лебуса на Одрі. Друга половина XIV ст. Знаходиться в Данському музеї війни в Копенгагені.
15. Археологічна знахідка замку Альтена музею графства Марк[de]; кінець XIII ст. Дуже незвичний екземпляр, також з хрестоподібною накладкою. На шоломі видно наскрізні отвори на пластині верхівки (швидше за все, для нашоломної фігури). Широко розставлені прорізи для очей, і хрестоподібні отвори на лівій, найбільш схильній до удару списом стороні, пояснити складно.
16. Археологічна знахідка замку Трейхтлінген[de]; початок XIV ст. Пластина верхівки проломлена, можливо, в результаті удару бойового молота. Представлений в Музеї фольклору Трейхтлінген.